# Okres Arlesheim
Okres Arlesheim (německy Bezirk Arlesheim), je jedním z 5 okresů v kantonu Basilej-venkov ve Švýcarsku. Administrativním centrem okresu je Arlesheim.

## Geografie
Okres Arlesheim se nachází jižně a východně od Basileje a zahrnuje dolní část údolí Leimental a dolní tok řeky Birs, tzv. Birseck. S více než 150 000 obyvateli je okres Arlesheim nejlidnatějším okresem kantonu Basilej-venkov a jeho většina je součástí basilejské aglomerace.

## Doprava
Okres Arlesheim je napojen na veřejnou dopravu prostřednictvím tramvajové a autobusové sítě BLT a Jurské železnice, vedoucí z Basileje do Delémontu.
Rychlostní silnice A18 umožňuje také přístup k dálnici A2 v Muttenz.

## Seznam obcí
| Znak         | Název obce   | Počet obyvatel (31. 12. 2022) | Rozloha (km²) | Hustota zalidnění (obyv./km²) |
| ------------ | ------------ | ----------------------------- | ------------- | ----------------------------- |
| Aesch        | Aesch        | 10 607                        | 7,40          | 1433                          |
| Allschwil    | Allschwil    | 21 654                        | 8,89          | 2436                          |
| Arlesheim    | Arlesheim    | 9270                          | 6,93          | 1338                          |
| Biel-Benken  | Biel-Benken  | 3555                          | 4,12          | 863                           |
| Binningen    | Binningen    | 15 631                        | 4,46          | 3505                          |
| Birsfelden   | Birsfelden   | 10 264                        | 2,51          | 4089                          |
| Bottmingen   | Bottmingen   | 6920                          | 2,99          | 2314                          |
| Ettingen     | Ettingen     | 5587                          | 6,32          | 884                           |
| Münchenstein | Münchenstein | 12 102                        | 7,19          | 1683                          |
| Muttenz      | Muttenz      | 17 917                        | 16,65         | 1076                          |
| Oberwil      | Oberwil      | 11 273                        | 7,89          | 1429                          |
| Pfeffingen   | Pfeffingen   | 2400                          | 4,89          | 491                           |
| Reinach      | Reinach      | 19 667                        | 6,97          | 2822                          |
| Schönenbuch  | Schönenbuch  | 1481                          | 1,35          | 1097                          |
| Therwil      | Therwil      | 9934                          | 7,66          | 1297                          |
| Celkem (15)  | Celkem (15)  | 158 262                       | 96,22         | 1645                          |